# Illencs de l'estret de Torres
Els illencs de l'estret de Torres són un poble indígena de l'estat de Queensland, a Austràlia.

## Població
Aproximadament uns 6.800 viuen a l'àrea de les illes de l'estret de Torres, mentre que uns 42.000 viuen al nord de Queensland, a Townsville i Cairns.

## Llengües
Els indígenes de Torres parlen dues llengües australianes. Els de la part central i occidental parlen llengües del grup pama-nyunga (kalaw lagaw ya, kalau kawau ya, kulkalgau ya i kawalgau ya), mentre que els de la part oriental parlen la llengua meriam mìr, del grup de llengües papús.

## Indígenes destacats
- Eddie Mabo.
- Christine Anu.